# Лусаил
Лусаил (арап. لوسيل‎) је други највећи град у Катару, који се налази на обали Персијског залива, у северном делу општине Ал Дајен. Град је лоциран на око 23 километара од градског центра Дохе, северно од Вест Беј лагуне, простире се на око 38 км² и при завршетку градње ће имати инфраструктуру за смештај 450.000 људи. Од овог броја људи, процењено је да ће 250.000 њих бити становници, 190.000 њих ће бити радници у канцеларијама, а 60.000 њих ће бити малопродајни радници.
Планирано је да ће у граду постоје марине, стамбени простори, острвска летовалишта, комерцијални окрузи, луксузни шопинг и забавни садржаји, као и заједница голф терена, вештачка острва и неколико забавних округа. Изградња још увек траје. Развој спроводи државни катастарски програмер, Qatari Diar, заједно са компанијама Parsons Corporation и Dorsch-Gruppe.
Град је био један од домаћина Светског првенства у фудбалу 2022. године.